# Guglielmo Picchi
Guglielmo Picchi (Firenze, 26 aprile 1973) è un politico italiano.

## Biografia
Laureato con lode in Economia presso l'Università di Firenze e con un Master of Business Administration della Scuola di Direzione Aziendale della Bocconi, inizia l'attività politica nel 1993.
Nel 2022 cessa l'impegno politico e rientra nel mondo della finanza.
Nella XVIII legislatura è stato membro della commissione esteri di Montecitorio, membro dell'assemblea parlamentare presso la NATO e membro della commissione d'inchiesta sulla morte di David Rossi.
Nella XVII Legislatura è stato presidente del Comitato per la Politica estera dell'UE e membro delegazione Italiana presso l'Assemblea Parlamentare dell'OSCE, di cui è stato eletto vicepresidente della commissione affari politici, e vicepresidente e responsabile dell'Italia della commissione ad hoc sul fenomeno migratorio dell'OSCE e membro della commissione per il controterrorismo. È stato segretario della commissione esteri di Montecitorio.
Vanta una grande esperienza internazionale avendo partecipato ad oltre 30 monitoraggi elettorali in Turkmenistan, Tajikistan, Uzbekistan, Kazakistan, Kirghizistan, Ucraina, Russia, Bielorussia, Regno Unito, Serbia, Turchia, Armenia, Georgia, USA, Moldova, Bulgaria e Azerbaijan.

### Attività politica

#### L'impegno in Forza Italia e nel PdL
Lunga la carriera politica, infatti nel 1995 viene eletto nelle liste di Forza Italia Consigliere Circoscrizionale del Comune di Firenze.
Nel 2002 ha cominciato a lavorare in una banca di investimento di Londra, della quale è tuttora dirigente in aspettativa. Vanta esperienze professionali con KPMG, GE Oil and Gas, Fiat Real Estate, E&Y Real Estate
Nell'aprile 2006 è stato eletto alla Camera dei deputati nella circoscrizione Estero - ripartizione "Europa" - con 5.362 voti di preferenza.
Nell'aprile 2008 è stato rieletto alla Camera dei deputati nel collegio "Europa" della circoscrizione Estero con oltre 13.239 voti di preferenza.
È stato componente della Commissione "Affari esteri e comunitari" della Camera dei Deputati e della Delegazione Italiana presso l'OSCE, l'Organizzazione per la Sicurezza e Cooperazione in Europa,
Il 25 febbraio 2013, è rieletto con contrassegno Popolo della Libertà - Centrodestra Italiano, nel collegio Europa della circoscrizione Estero con 20.765 preferenze. È l'unico eletto del PdL e del centro-destra all'estero.

#### Passaggio alla Lega

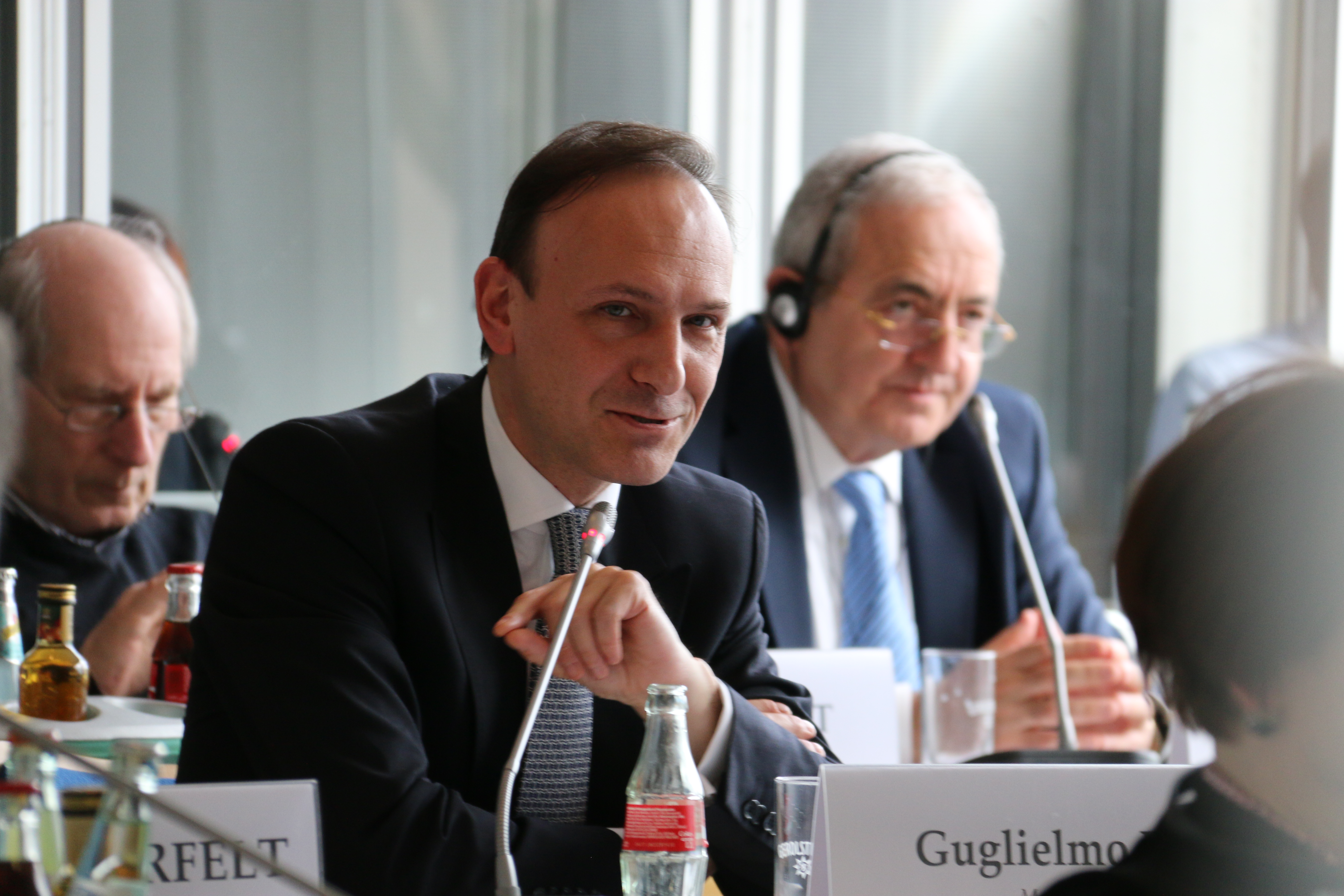
Picchi durante un seminario dell'Assemblea parlamentare dell'OSCE a Leinsweiler (Germania) il 16 aprile 2016.

A marzo 2016 decide di non continuare l'impegno con Forza Italia e aderisce alla Lega Nord.
Nell'aprile 2016 è stato l'artefice dell'incontro tra il candidato alle elezioni primarie del Partito Repubblicano Donald Trump (futuro presidente degli Stati Uniti) e il segretario federale della Lega Nord Matteo Salvini.
Nel febbraio 2017, è tra i fondatori del Centro Studi Politici e Strategici Machiavelli, think tank conservatore.
Alle elezioni politiche del 2018 viene ricandidato alla Camera, tra le liste della Lega sia nel collegio plurinominale Toscana - 01 che nella ripartizione Europa della circoscrizione estero, venendo rieletto deputato nel primo.
In seguito alla nascita del governo Conte I tra la Lega e il Movimento 5 Stelle, il 13 giugno 2018 viene nominato dal Consiglio dei ministri sottosegretario di Stato al Ministero degli affari esteri e della cooperazione internazionale, affiancando il ministro Enzo Moavero Milanesi e mantenendo l'incarico fino al 5 settembre 2019.
Nel settembre 2020, a poche settimane dal referendum costituzionale sul taglio del numero di parlamentari legato alla riforma avviata dal governo Lega-M5S e concluso dal governo Conte II guidato dalla coalizione tra M5S e Partito Democratico Picchi annuncia il suo voto contrario, in dissidenza con la linea ufficiale della Lega, schierata per il "Sì".